# Oca emperadriu
| Chen canagica |
|               |
|               |
|               |

L'oca emperadriu (Anser canagicus) o (Chen canagica) és una espècie d'ocell de la família dels anàtids (Anatidae) que cria a estanys, llacs i altres zones humides de la tundra en Sibèria oriental, entre la Península de Txukotka i la zona d'Anadir, i en Alaska occidental, passant l'hivern en zones costaneres de les illes Aleutianes.